# Oospora

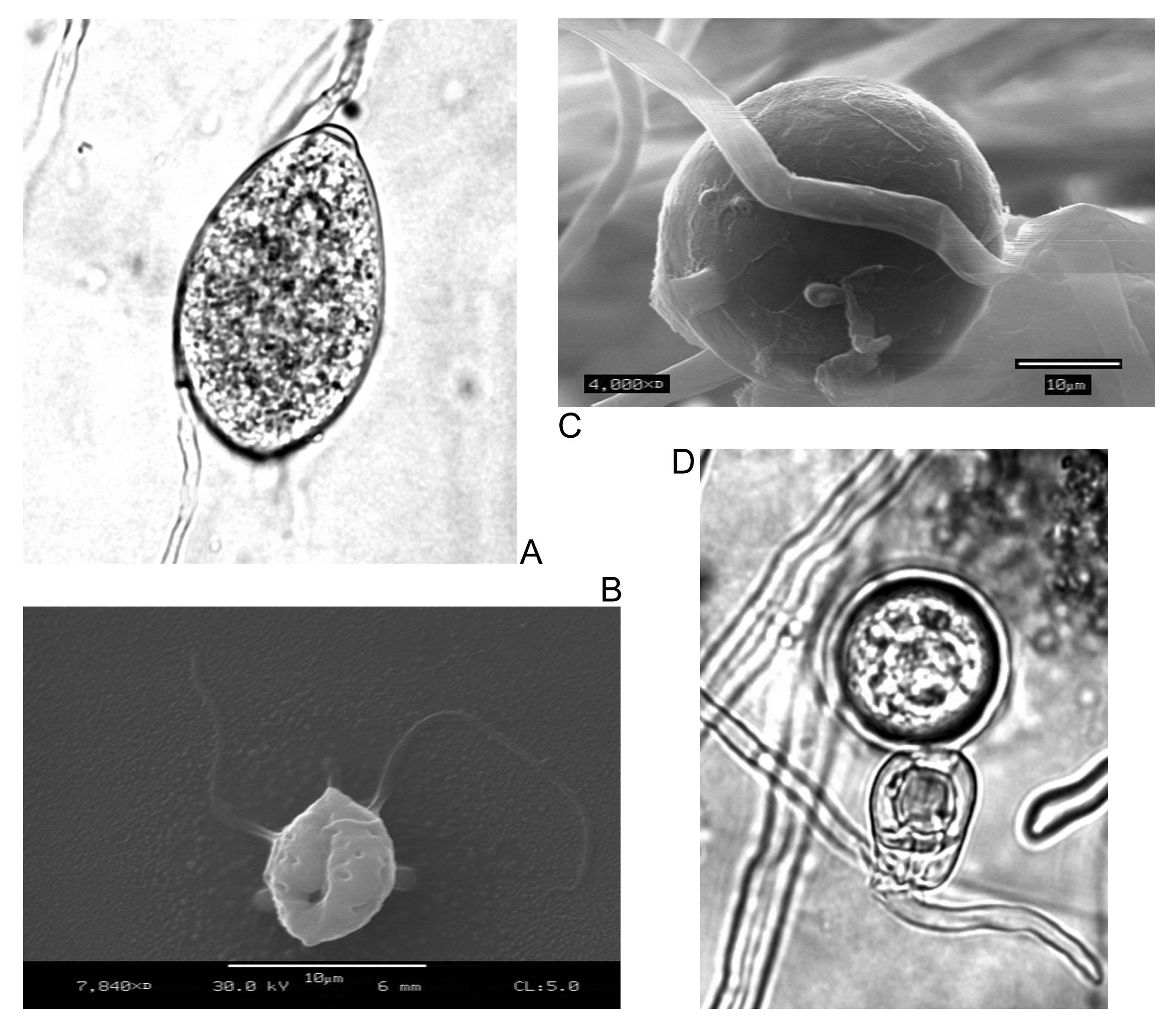
Formaciones reproductivas en Phytophthora: A: Esporangio. B: Zoospora. C: Clamidiospora. D: Oospora.

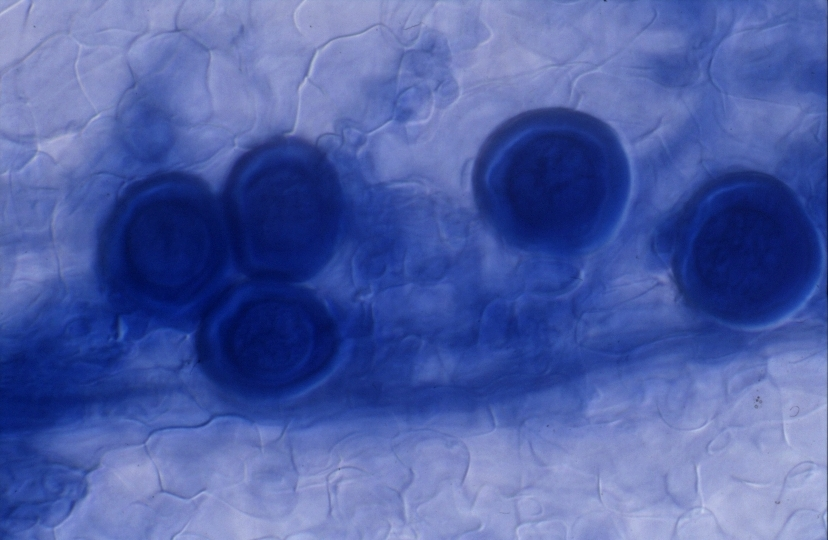
Oosporas de Hyaloperonospora parasitica, agente causante del mildiu.

Una oospora es el resultado sexual de la unión del anteridio y oogonio, es de pared celular gruesa y es característico de los oomicetos. Es una estructura de supervivencia que puede resistir durante varios años. Las oósporas de carófitos (algas verdes evolucionadas) y sus características (tamaño, forma, color, ornamentación de la pared, etc.) pueden persistir en el sedimento de ecosistemas acuáticos, y pueden ser utilizadas para obtener de este modo una aproximación a la composición florística de las comunidades de carófitos que colonizaron ambientes acuáticos en los que actualmente no existe vegetación acuática o se encuentra muy alterada.